# Hiarne
Hiarne war ein legendenhafter dänischer König des 4. Jahrhunderts.
Er soll sich als Skalde einen Namen gemacht haben, als er ein Grablied auf König Frotho I. (Frode) dichtete: Der Sage nach wurde ihm für diese Tat die Krone angeboten, da der Erbe Frithleif (Friedleif) bereits seit Jahren nicht auffindbar war. Dann durch Frithleif bei dessen Wiederkehr vom Thron vertrieben, flüchtete Hiarne auf die Insel Hjarnø, die entsprechend nach ihm benannt worden sein soll. Später soll er unter falschem Namen in den Dienst Frithleifs, getreten sein, um ihm die Königswürde durch List oder Mord zu entreißen. Frithleif soll ihn schließlich im Duell getötet haben.

## Rezeption
Der Sagenstoff wurde im 19. Jahrhundert verschiedentlich aufgearbeitet:
- Der Sang-König Hiarne. Nordlandssage., Erzählung von Amalie Schoppe, 1828.
- König Hiarne, Trauerspiel in 5 Akten von Otto vom Ravensberg [Pseudonym für Otto Jacobi (1803–1855), Obertribunalrat in Berlin], 1835.
- König Hiarne, Drama von Adolf Stoltze, 1861.
- König Hiarne und das Tyrfingschwert, Große romantische Oper von Heinrich Marschner. Vier Akte mit einem Libretto von Wilhelm Grothe. Uraufführung 1863 (Digitalisat des Librettos).
- König Hiarne, Oper von Ingeborg Bronsart von Schellendorf, 1871, Uraufführung 1891.